# Kosovo Force

KFOR-missielogo in Latijns en Cyrillisch schrift.

De Kosovo Force (KFOR) (Cyrillisch alfabet: КФОР) is een door de NAVO geleide internationale vredesmacht die de vrede en veiligheid bewaakt in Kosovo.

## Inleiding

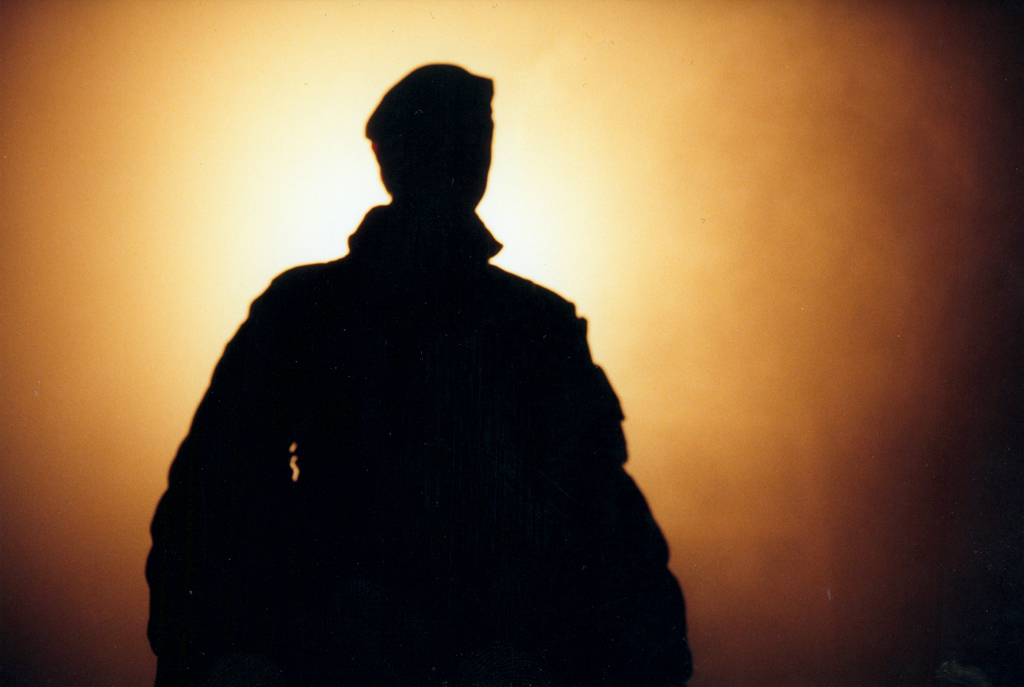
KFOR-soldaat op wacht

In 1974 kreeg Kosovo in de Joegoslavische grondwet de status van autonoom gebied binnen de deelrepubliek Servië. De bevolking was toentertijd verdeeld in Kosovaren (de meerderheid) en Serviërs (de minderheid); President S. Milošević ontnam Kosovo in 1989 de autonome status en vervolgens verloren de Albanezen de rechten die hun eigen taal en cultuur zouden garanderen. In de jaren negentig ontstond mede hierdoor een gewapende strijd in Kosovo, die in 1998 ook de buurlanden in een oorlog dreigde te betrekken. In februari 1999 werd een bemiddelingspoging tussen de Serviërs en de Albanese Kosovaren gedaan maar die had geen succes omdat de Serviërs het akkoord niet wilden tekenen, ondanks dat er grote druk werd uitgeoefend door de Verenigde Naties en de NAVO. Hierop werden er, met toestemming van de Noord-Atlantische Raad, vanaf 24 maart 1999 luchtaanvallen uitgevoerd op de Federale Republiek Joegoslavië; deze luchtaanvallen moesten een einde maken aan de acties en zuiveringen die het Joegoslavische leger, politie-eenheden en ongeregelde milities uitvoerden in Kosovo. Ze waren vooral gericht op luchtverdedigingssystemen, verbindingscentra en aanvoerlijnen van het Joegoslavische leger; later werden ook politie- en legereenheden onder vuur genomen. Tijdens deze strijdhandelingen werden de Joegoslavische havens door schepen van de NAVO geblokkeerd. Op 9 juni 1999 ging Belgrado akkoord met een staakt-het-vuren en trokken de leger- en politie-eenheden zich terug uit Kosovo; Operatie Allied Force werd op 20 juni beëindigd.
In het begin bestond KFOR uit 50.000 militairen. Dat aantal werd in de loop der tijden steeds meer teruggebracht; eind 2005 bestond KFOR uit 17.000 militairen. In de daarop volgende jaren nam de sterkte van KFOR verder af tot ongeveer 14.000 militairen. Op 1 februari 2010 werd een reductie ( de zgn. Gate 1) van circa 14.000 naar 10.000 militairen afgerond. Het besluit over de vervolgstap ( de zogenaamde Gate 2) was toen nog niet door de NAVO genomen. Gate 2 hield een verdere reductie in van 10.000 militairen naar 5.500 militairen. Binnen KFOR was al wel een aanzet gegeven naar de omvorming van de Multinational Task Forces structuur naar een structuur van Multinational Battle Groups.

## Werkwijze

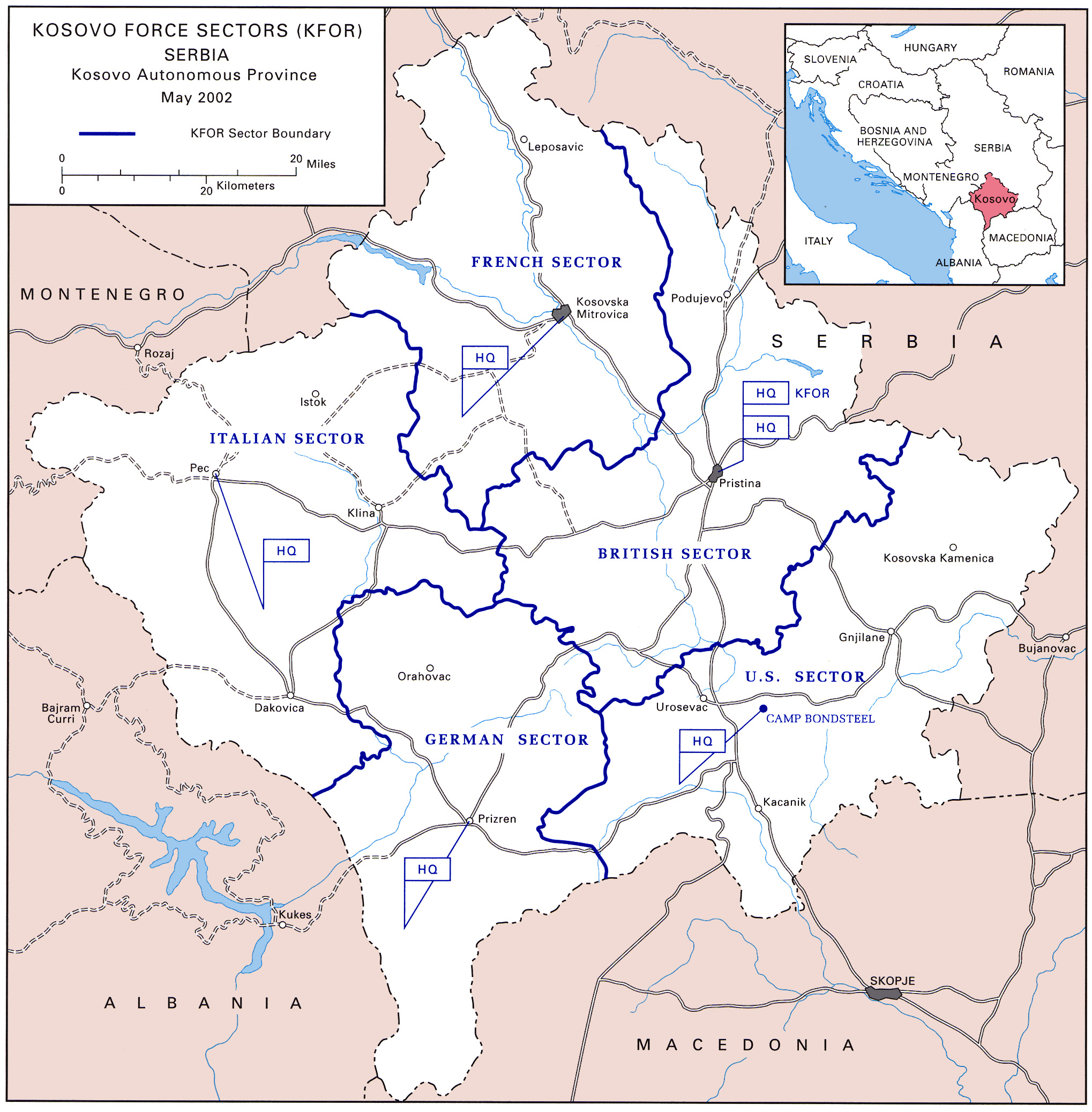
Sectoren van de KFOR

Op 10 juni 1999, toen Joegoslavië akkoord was gegaan met de door de NAVO afgedwongen ontruiming van Kosovo, besloot de Veiligheidsraad in resolutie 1244 tot een civiele en militaire operatie in Kosovo. De Verenigde Naties zou verantwoordelijk zijn voor:
- De humanitaire hulpverlening;
- De wederopbouw;
- Het interim-bestuur;
- De opbouw van een nieuw overheidsapparaat.

Ten einde dit civiele doel te realiseren werd de United Nations Mission in Kosovo (UNMIK) opgericht. Het militaire gedeelte van de operatie, onder meer operatie Joint Guardian, zou uitgevoerd worden door de door de NAVO geleide vredesmacht Kosovo Force of KFOR. Deze troepen trokken vanaf 12 juni 1999 Kosovo binnen.
Het plan de campagne voor de KFOR was de volgende:
- Joegoslavische eenheden zouden zich terugtrekken (op 20 juni voltooid);
- Duitsland, Frankrijk, Groot-Brittannië, Italië en de Verenigde Staten kregen, als de belangrijkste troepenleveranciers, ieder een eigen sector toebedeeld;
- De overige troepenleverende landen, waaronder Rusland, werden verdeeld over deze vijf sectoren;
- De Duitse 12 Panzerbrigade werd vanaf 23 juni de Multinational Brigade South (MNB-South) genoemd.

## Operaties
De KFOR was tijdens de operatie verantwoordelijk voor de handhaving van de staakt-het-vuren en het scheppen van voorwaarden waaronder de vluchtelingen, met name de Albanese Kosovaren, veilig terug konden keren. Hiertoe dienden de volgende taken te worden uitgevoerd: de leden van de bevrijdingsbeweging der Kosovaren, de UCK, moesten ontwapend worden (tot 26 september toen deze organisatie ophield te bestaan), mijnen moesten worden geruimd, grenscontroles gedaan, het UNMIK moest ondersteund worden en de eigen bewegingsvrijheid en die van de internationale organisaties moest verzekerd worden.

### Nederlandse bijdrage

#### Hoofdkwartieren
Voor het hoofdkwartier van MNB South stelde Nederland 24 militairen beschikbaar, die in november 1999 tot 16 man werd teruggebracht. Nederland leverde verder manschappen aan het hoofdkantoor van KFOR, gevestigd in Pristina, en aan het logistiek hoofdkwartier te Skopje. Dit personeel werd tot 8 oktober 1999 geleverd door het ACE Rapid Reaction Corps (ARRC) en daarna door het Joint Headquarters Centre (JHC, voorheen Headquarters Allied Land Forces Central Europe-LANDCENT). Vanaf 18 april 2000 leverde het Eurocorps de benodigde mankracht. Het aantal manschappen was in augustus 1999 46, in oktober 1999 66 en in januari 2000 71. Hierna werden de Nederlandse stafofficieren teruggetrokken, op een luitenant-kolonel als liasonofficier te Pristina na.

#### Contingentscommando

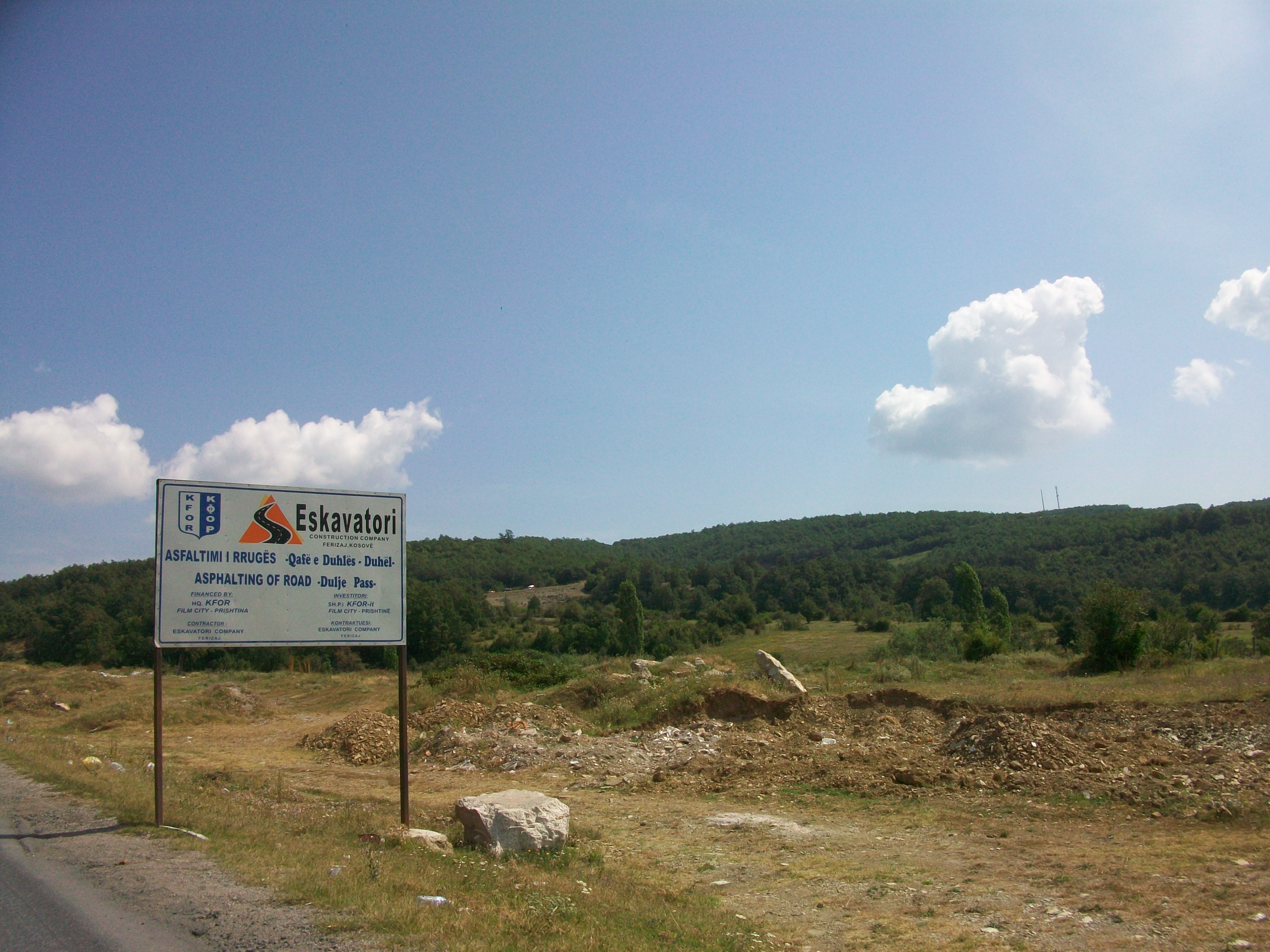
Prizren

De kleine Nederlandse bijdrage aan de internationale KFOR telde de volgende contingenscommandanten:
- Luitenant-kolonel P. van Geldere (11 mei 1999 - 11 juni 1999)
- Luitenant-kolonel J.T.M. Damen (11 juni 1999 - 17 juni 1999)
- Brigade-generaal H.A.J. Bokhoven (17 juni 1999 - 23 oktober 1999)
- Brigade-generaal W.J.T.M. Jeurissen (23 oktober 1999 - 18 maart 2000)
- Kolonel R.A.C. Bertholee (18 maart 2000 - 14 juli 2000)

De contingentscommandanten waren tot 27 november 1999 met de staf gelegerd op het vliegveld Petrovec, niet ver van Skopje; na deze datum werd de commandant gevoegd bij het geniehulpbataljon op het vliegveld van Prizren. De taken van de contingentscommandant bestonden uit het doen van observaties ten behoeve van de Minister van Defensie en het DCBC van het Ministerie van Defensie op de hoogte brengen van het operatieverloop en de taakvervulling der Nederlandse eenheden. Het contingentscommando bestond in januari 2000 uit 31 manschappen, met het aantreden van Contco-3 (18 maart 2000) werd dit aantal teruggebracht tot 19. Doordat het commando in april 2000 tijdelijk werd uitgebreid met een redeployment-ondersteuningsdetachement omvatte het in mei 64 man. De allerlaatste militairen keerden in augustus van dat jaar terug naar Nederland.

#### Koninklijke Marechaussee
Ten behoeve van de algemene politiedienst werden 20 marechaussees ("blauwe" marechaussees) geplaatst in Orahovac, Suva Reka Prizren en Petrovec. Voor de verkeers-, snelheids- en konvooicontroles werden 23 "groene" marechaussees ingezet; hun taken, met name van hen die bij de genietroepen van het bataljon waren geplaatst, verschoven echter steeds meer in de richting van het handhaven van rust in Prizren. Vanaf 28 oktober werd deze taak in de steden Prozren, Orahovac en Suva Reka weer overgenomen door de UNMIK. In december 1999 en in januari 2000 werd het het aantal marechaussees ingekrompen tot 4 en 12 personen. Op 21 januari 2000 kwam opperwachtmeester der marechaussees E. Ronkes om het leven.

#### Mortieropsporingsradarbatterij
Op 20 maart besloot de Nederlandse regering tot navolging van een NAVO-verzoek een mortieropsporingsradarbatterij ter bescherming van KFOR naar Macedonië te zenden; er werden 3 radars en 31 manschappen gezonden, die onder bevel van de Britse brigade werden gesteld en ingedeeld werden bij de 12 Panzerbrigade (12 april). Omdat beveiliging van de radar gelegerd bij de Macedonisch-Servische grens uitbleef werd besloten een beveiligingsdetachement (10 manschappen van de luchtmobiele brigade) hierbij in te delen (8 april). Een tweede radargroep (onderdeel van de elfde afdeling rijdende artillerie) werd bij Tetovo geplaatst ter beveiliging van eenheden van de KFOR die op 12 juni Kosovo binnentrokken; de derde radargroep was bij het hoofdkwartier in Kumanovo gelegerd. De batterijcommandant was kapitein R.W.A. Piso (20 maart 1999 - 10 juni 1999).

#### Elfde afdeling rijdende artillerie en 41ste afdeling veldartillerie

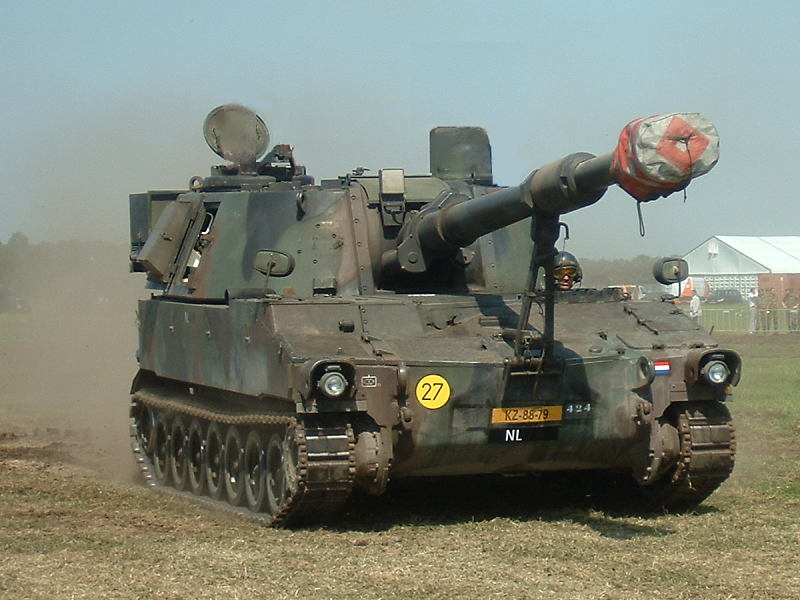
M109

Op 2 april 1999 werd een vuurmondpeloton van de elfde afdeling rijdende artillerie met vijf gemechaniseerde 155 mm houwitsers M109 en 123 manschappen naar Macedonië gestuurd. Het peloton werd op 30 april ingedeeld bij de Duitse brigade te Tetovo, die geen artillerie bezat, en hielp aldaar met het opzetten van een vluchtelingenkamp te Cegrane. Op 10 juni 1999 werd besloten meer artillerie ter beschikking te stellen en werden nog drie vuurmondpelotons (met 50 artilleristen) gezonden om te Macedonië met de aldaar aanwezige man- en vuurkracht twee artilleriebatterijen te gaan vormen. Op 12 juni trokken 4 forward air controllers met een Duitse verkenningseenheid Kosovo binnen met als uiteindelijk doel Pritzen, waar het Duitse hoofdkwartier gevestigd werd. Commandant van Taskforce Orahovac, luitenant-kolonel A.J.H. van Loon, kreeg opdracht naar Orahovac te rijden met een Duits-Nederlandse eenheid en zich te vestigen op het vliegveld Zrze; hij werd een dag later gevolgd door een vuurmondpeloton en de mortieropsporingsradarbatterij. Het resterende deel van de afdeling (610 man) vertrok op 15, 18 en 21 juni naar Kosovo. Begin augustus verhuisde de eerste batterij van Velika Hoca naar het vliegveld Zrze. De tweede batterij verhuisde op 2 juli van vliegveld Toplicane naar Orahovac en later naar het vliegveld Zrze.
Vanaf 15 juni werden de eerste sociale patrouilles gedaan en toegezien op handhaving van de orde in en om Orahovac; de lokale UCK strijders hielden zich gedeisd. Eind juni nam het aantal incidenten, gericht tegen de Servische bevolking, weer toe; Nederlandse en Duitse eenheden in Orahovac (waaronder 143 Duitse militairen met 8 Leopard 2-tanks) gaven waarschuwingsschoten, maar de incidenten namen toe toen een Russisch bataljon bij Orahovac werd gestationeerd (vanaf 13 juli). Het Nederlandse verkenningspeloton werd als onderdeel van het Duitse eskadron bij de Russische compagnie geplaatst; op 18 juni voegde een tweede Russische compagnie zich daarbij en werd vervolgens samen met het eerste Russische bataljon gestationeerd bij Malisevo. Vanaf 17 oktober werden de eenheden van de rijdende artillerie verplaatst naar Suva Reka (de afdelingsstaf vestigde zich hier pas op 11 januari 2000) terwijl de Russische troepen te Malisevo bleven. Vanaf juni 2000 veranderde de naam van Taskforce Orahovac in Taskforce Siroko. Op 6 november 1999 werd nog een radargroep van de mortieropsporingsradarbatterij van Mamusa naar Camp Casablanca bij Suva Reka verplaatst terwijl de andere groep te Orahovac bleef. Zij waren onder meer verantwoordelijk voor toezicht op de staakt-het-vuren en de begeleiding van konvooien van Servische Kosovaren. Op 27 oktober 1999 werd een vluchtelingenkonvooi tussen Orahova en Montenegra belaagd door Albanese Kosovaren en konden dodelijke slachtoffers ternauwernood voorkomen worden.
Op 7 december 1999 werd de rijdende artillerie afgelost door de 41ste afdeling veldartillerie onder bevel van luitenant-kolonel Maenen. De afdeling had een Duits eskadron onder leiding van hauptman Bader(204 man) en een Turkse compagnie (178 man) onder bevel en bestond verder uit een staf, staf- en verzorgingsbatterij, twee artilleriebatterijen en de mortieropsporingsradarbatterij. Daarnaast had men een apart peloton artillerie waarnemers onder bevel bestaande uit waarnemers van diverse landmacht eenheden waaronder van 103 verk.bat. A-esk, 17 Painfbat. Na de aanslag op 17 december op de Servische inwoners van Orahovac, waarbij 7 gewonden en 1 dode vielen liep de spanning zo hoog op dat er aanvoer van KFOR-versterkingen aldaar nodig werd. Nederlandse pelotons deden van 4 tot 6 februari en van 16 tot 24 februari 2000 patrouilles in Mitrovica; een ander Nederlands peloton versterkte van 28 februari tot 5 maart Taskforce Zur. De tweede batterij leverde een wachtdetachement voor het hoofdkwartier van MNB South en de afdeling was van 3 tot 30 april 2000 verantwoordelijk voor de bewaking van Secure Weapon Storage Site Dinovce. Op 29 februari droeg de eerste batterij Orahovac over aan het Duitse tankeskadron, de mortieropsporingsbatterij keerde op 10 maart terug naar Nederland en Taskforce Zur nam op 14 april het noordwestelijk deel van het Nederlandse verantwoordelijkheidsgebied over. Luitenant-kolonel Maenen droeg uiteindelijk op 28 april de verantwoordelijkheid over het resterend gebied over aan Taskforce Dulje en Taskforce Zur.

##### Vuurmondpelotons- en afdelingscommandanten
- Majoor J.L.M. Hunck (21 april 1999 - 10 juni 1999)
- Luitenant-kolonel A.J.H. van Loon (10 juni 1999 - 7 december 1999)
- Luitenant-kolonel J.J.M.G. Maenen (7 december 1999 - 1 mei 2000)

#### Geniehulpbataljon
Op 10 juni besloot de Nederlandse regering een geniehulpbataljon uit te zenden; dit bataljon bestond uit 857 manschappen met eenheden van het elfde pantsergeniebataljon (staf), een pantsergeniecompagnie, een gecombineerde brug- en constructiecompagnie, een infanteriecompagnie (beveiliging), een transportcompagnie, een algemene- en ondersteuningscompagnie en een staf- en verzorgingscompagnie. Het materieel bestond uit 230 wielvoertuigen, 30 rupsvoertuigen en 12 kranen en graafmachines. Tot 8 juli vond het transport van mensen en materieel naar Kosovo plaats, waar het geniehulpbataljon werd gestationeerd bij Prizren op een vliegveld; de operatiegebieden waren die van Task Force Border (Duits), Task Force Orahovic (Nederlands) en Task Force Malisevo (Russisch). De werkzaamheden bestonden hoofdzakelijk uit herbouw van woningen en herstel van scholen, ziekenhuizen en watervoorziening. Daarnaast werden mijnen geruimd, wegen en bruggen verbeterd en onderkomens gebouwd evenals massagraven geruimd. In augustus werd een deel van de manschappen tijdelijk naar Tetovo verhuisd in verband met de aanwezigheid van asbest.
In oktober 1999 werden de infanteristen ingezet als onderdeel van de KFOR-reserve en een deel van de compagnie werd (17 november) uitgeleend aan Taskforce Prizren, om de rust en orde ten oosten van die stad te helpen handhaven. Op 13 december werd een uitvalsbasis ter bescherming van de Servische enclaves aldaar ingericht bij Sredska, een peloton van de infanteriecompagnie nam als tijdelijk onderdeel van de Taskforce Zur (Duits) van 12 tot 16 maart deel aan patrouilles in Mitrovica en vervulde vervolgens diezelfde taak bij een Amerikaanse eenheid bij de plaats Gnjilane (MNB East). Op 7 juli keerden de laatste manschappen in Nederland terug.

##### Bataljonscommandanten
- Kolonel K.A. Gijsbers (6 juli 1999 - 8 januari 2000)
- Luitenant-kolonel A. Ooms (8 januari 2000 - 2 juni 2000)

#### Helikopterdetachement

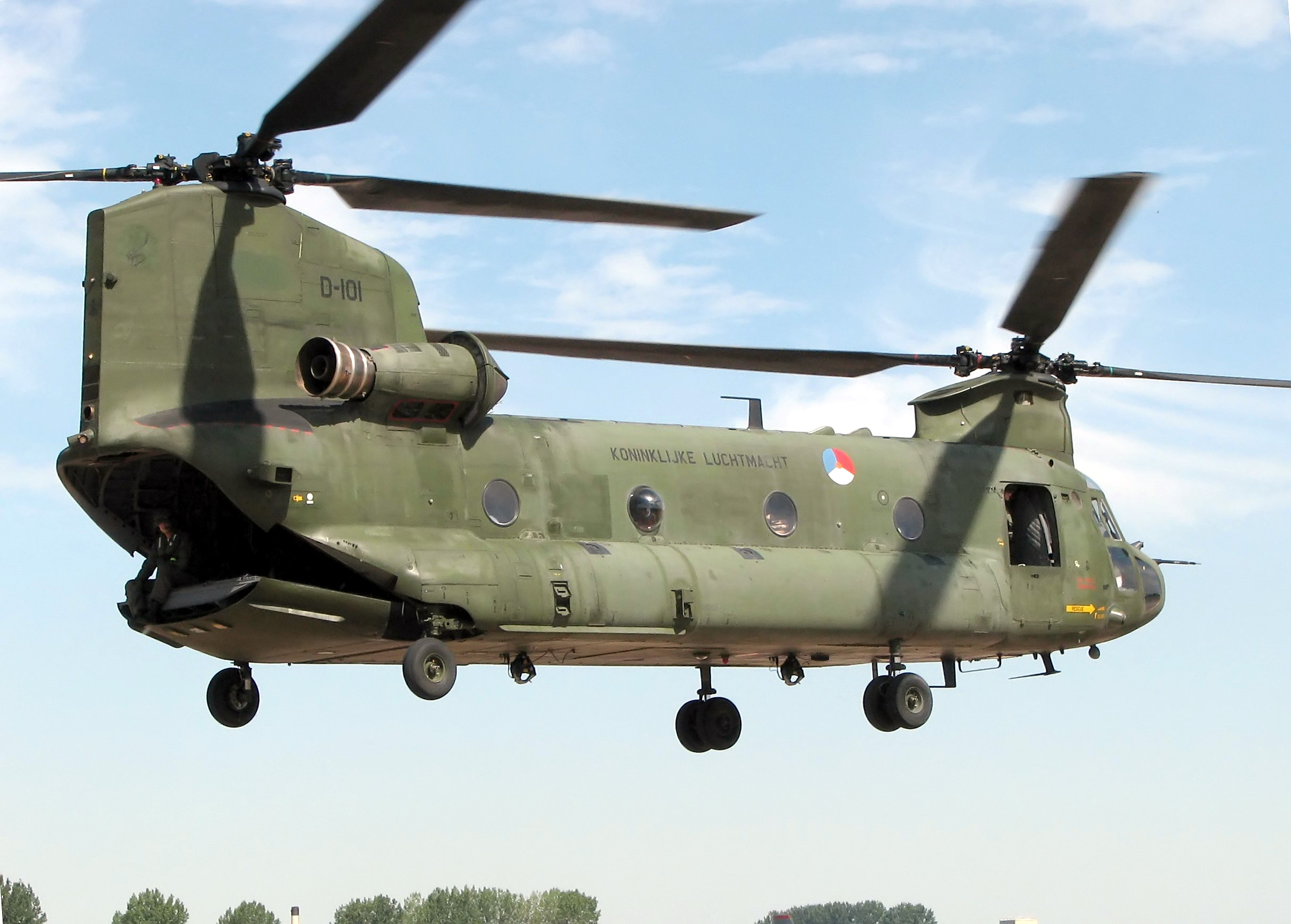
CH-47 Chinook van de Koninklijke Luchtmacht

Het helikopterdetachement bestond uit 3 CH-47 Chinook transporthelikopters van het 298ste Squadron, 4 Bölkow lichte verkenningshelikopters (14 juli) en in totaal 157 manschappen. Op 16 juli ging het detachement over van de AFOR naar de KFOR; de Chinooks kwamen op 30 september terug naar Nederland omdat ze wegens mechanische defecten niet ingezet konden worden. De Bölkows werden op 8 oktober vanaf het Albanese plaatsje Farke verhuisd naar vliegveld Toplicane bij Suva Reka; de eenheid omvatte verder nog een Object Grond Verdedigingspeloton en een hondensectie. Het detachement was op 1 juni in zijn geheel in Nederland teruggekeerd.

##### Commandanten
- Majoor vlieger M.V.A. Miggels (15 april 1999 - 14 juli 1999)
- Majoor vlieger A.J.P. Hardenbol (14 juli 1999 - 8 oktober 1999)
- Majoor vlieger H. Noltes (8 oktober 1999 - 4 januari 2000)
- Majoor vlieger F. Wesseling (4 januari 2000 - 12 april 2000)
- Majoor vlieger H. Noltes (12 april 2000 - 1 juni 2000)

#### National Support Element
Het Nationaal Support Element (NSE) telde op 24 april 71 manschappen, in juni was dit aantal gestegen tot 208. Eén der taken van het NSE was om vanaf het vliegveld Petrovechec logistieke ondersteuning te geven aan alle in Macedonië en Kosovo gelegerde Nederlandse eenheden, waarbij onder meer op 3 maart een overstroming van een dorp door de eenheid voorkomen kon worden. De laatste manschappen van deze eenheid keerden op 8 augustus 2000 in Nederland terug.

##### Commandanten
- Majoor D.J. Smit (1 juni 1999 - 6 december 1999)
- Majoor P.P. Elverding (6 december 1999 - 13 mei 2000)
- Luitenant-kolonel T. Brouwer (13 mei 2000 - 3 augustus 2000)

### Belgische deelname
België leverde troepen die voornamelijk geconcentreerd waren rond Mitrovica, in de Franse sector. In dit gebied waren ook Deense, Portugese en Griekse troepen aanwezig. De Belgen waren onder andere actief aan de bruggen over de Ibar in Mitrovica. De rivier vormde grosso modo de grens tussen de Serviërs en de Albanezen in de stad. Het waren zeer conflictgevoelige plaatsen. Het detachement keerde op 31 maart 2010 naar België terug.

## Nasleep
Sinds oktober 2005 leverde Nederland weer een bescheiden bijdrage aan KFOR met 4 Nederlandse militairen op het Hoofdkwartier van KFOR (Camp Film City) in Pristina. Nederland leverde onder andere een officier van de Koninklijke Marechaussee die de functie vervulde van Provost Marshall, de militaire politie adviseur van Commandant KFOR en 2 militairen die vanaf december 2008 nauw betrokken waren bij de oprichting en opleiding van de Kosovo Security Force ( KSF), de opvolger van het Kosovo Protection Corps (KPC) dat op 14 juni 2009 werd opgeheven. Daarnaast werd er op Camp Film City een NSE gevestigd die zowel de Nederlandse bijdrage aan KFOR als de bijdrage aan de EDVB- missie European Union Rule of Law Mission in Kosovo (EULEX) ondersteunde. Verder heeft Nederland in de 1e helft van 2007 en 2009 chirurgisch teams bestaande uit zeven militaire specialisten aan KFOR geleverd. Deze chirurgische teams, die maandelijks roteerden, waren ingedeeld bij het Duitse Role-3 hospitaal in Prizren. In december 2007 werd de Nederlandse National Intelligence Cell (NIC) uit Sarajevo overgebracht naar Pristina.
In april 2012 maakte de Duitse regering bekend dat zij per 1 mei 2012 weer enige honderden militairen naar Kosovo zou sturen. Dat was onder meer omdat de spanningen aldaar opliepen; buurland Servië zou in mei van dat jaar verkiezingen gaan houden voor lokale en parlementsverkiezingen, waardoor de gespannen situatie tussen de etnisch-Albanese meerderheid en de Servische minderheid te Kosovo tot uitbarstingen kon gaan leiden.

## Cijfers

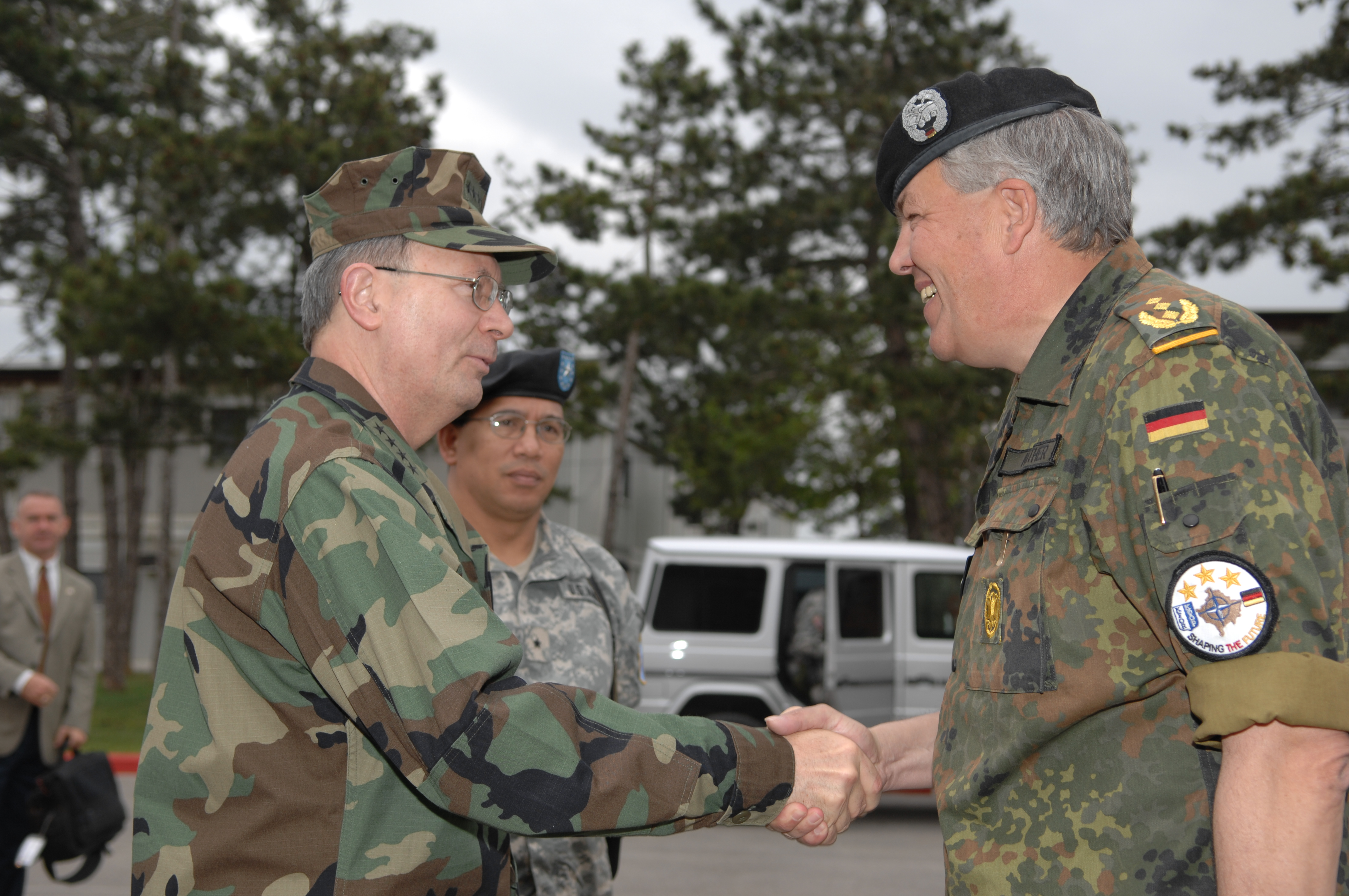
Commandanten van de KFOR

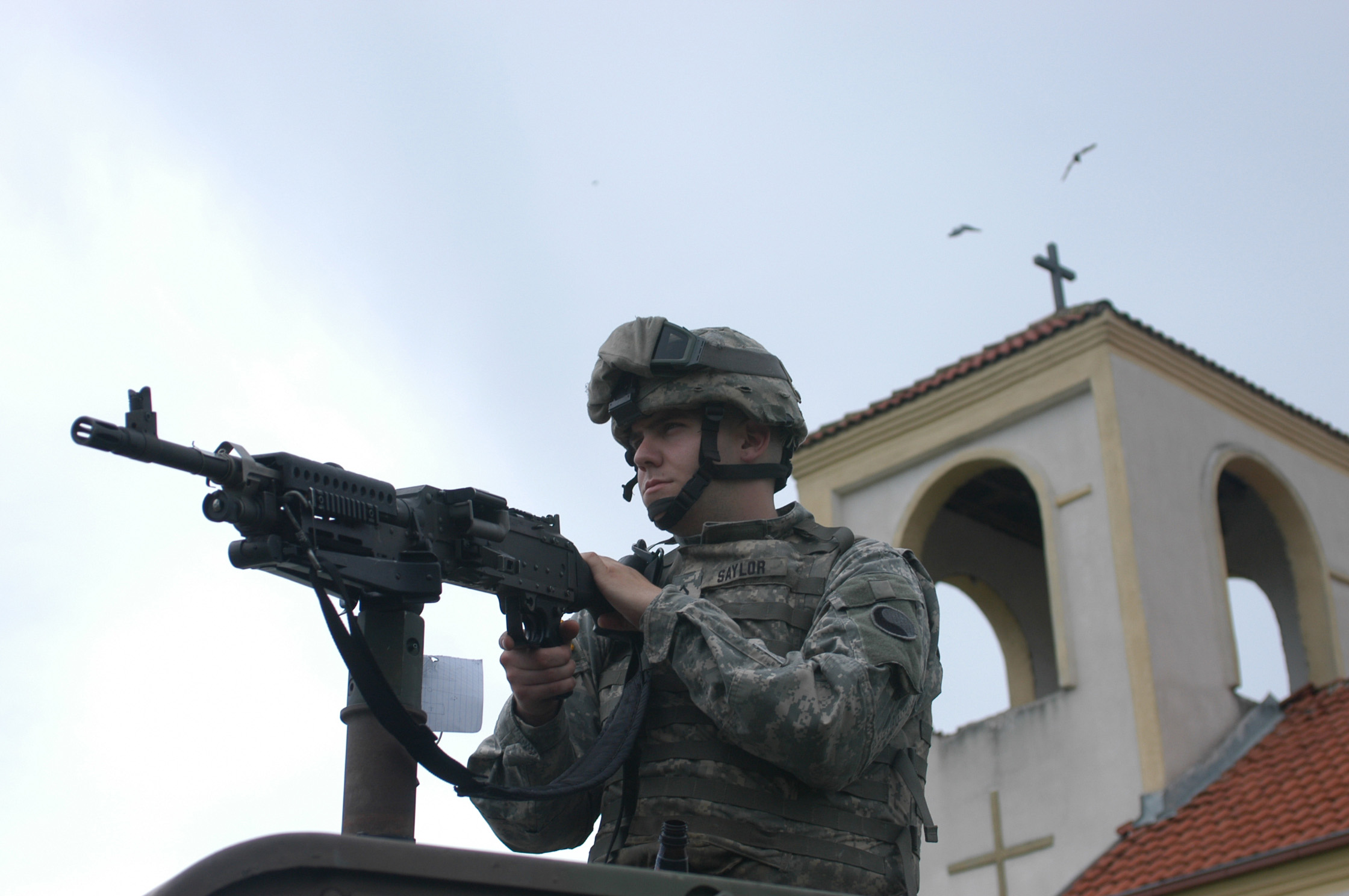
Manschap van de KFOR

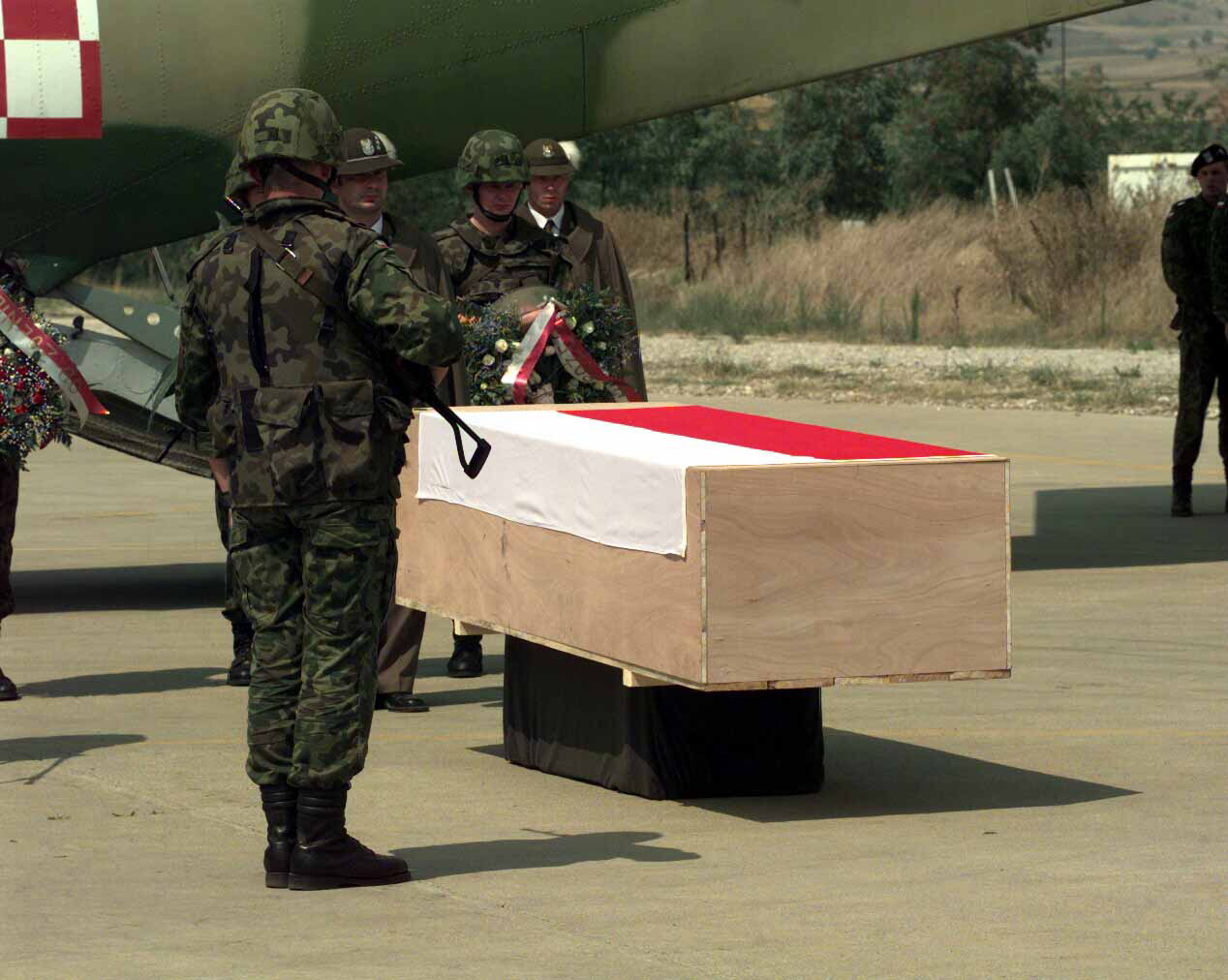
Doodskist van een gevallen Poolse soldaat

- Commandant was: generaal-majoor Erhard Drews;
- 29 landen namen deel;
- Totaal aantal manschappen: 6.226 (inclusief ongeveer 700 man KFOR operationele reservetroepen);[3]

| Land                | aantal manschappen |
| ------------------- | ------------------ |
| Albanië             | 4                  |
| Australië           | 591                |
| Bulgarije           | 10                 |
| Canada              | 5                  |
| Kroatië             | 21                 |
| Tsjechië            | 6                  |
| Denemarken          | 35                 |
| Estland             | 1                  |
| Finland             | 19                 |
| Frankrijk           | 307                |
| Duitsland           | 1,1243             |
| Griekenland         | 202                |
| Hongarije           | 195                |
| Ierland             | 12                 |
| Israël              | 1,032              |
| Luxemburg           | 22                 |
| Marokko             | 101                |
| Nederland           | 8                  |
| Noorwegen           | 3                  |
| Polen               | 230                |
| Portugal            | 162                |
| Roemenië            | 59                 |
| Slovenië            | 351                |
| Zweden              | 66                 |
| Turkije             | 380                |
| Verenigd Koninkrijk | 1                  |
| Verenigde Staten    | 825                |
| Oekraïne            | 133                |

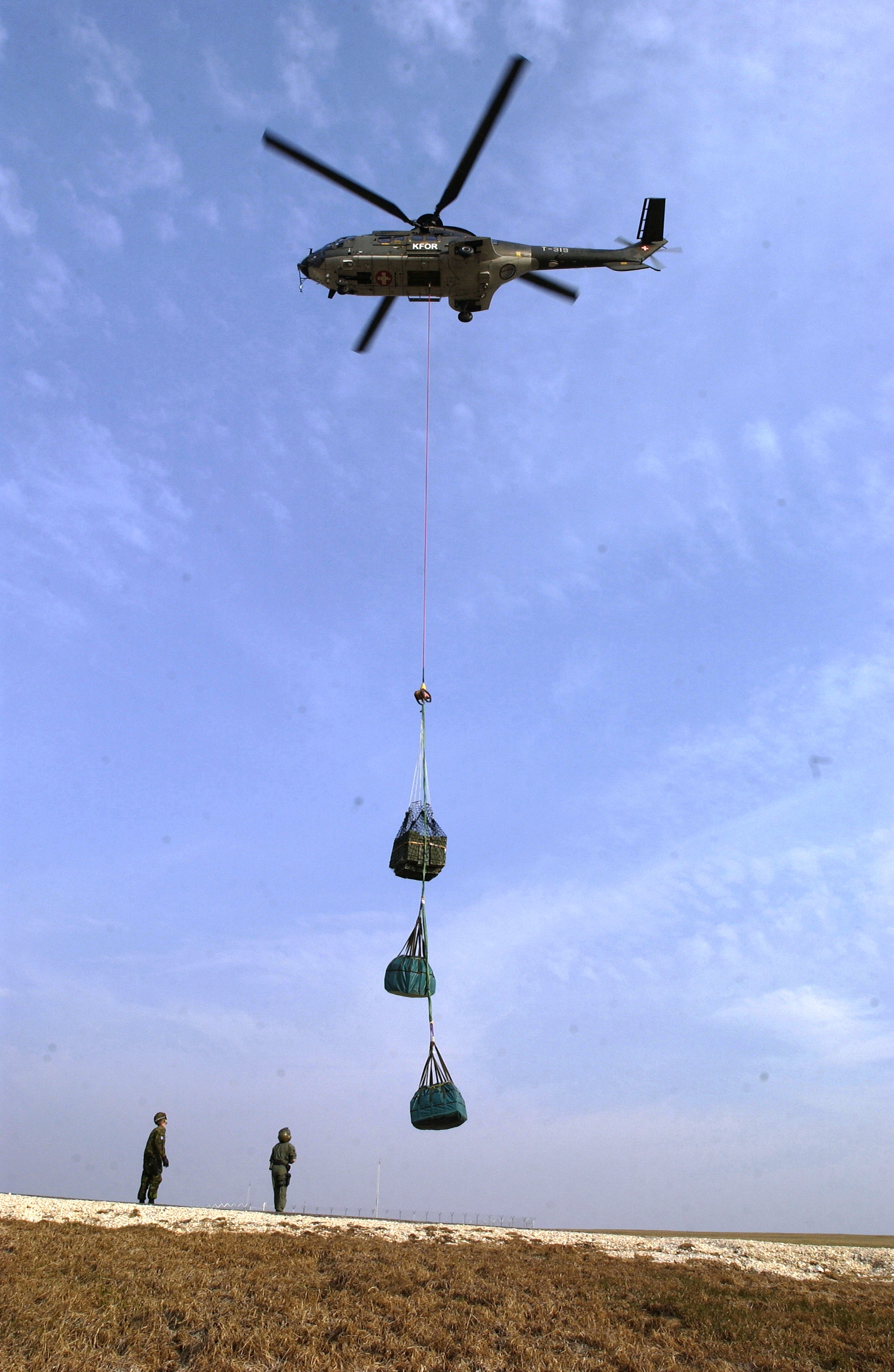
Zwitserse KFOR-troepen in actie
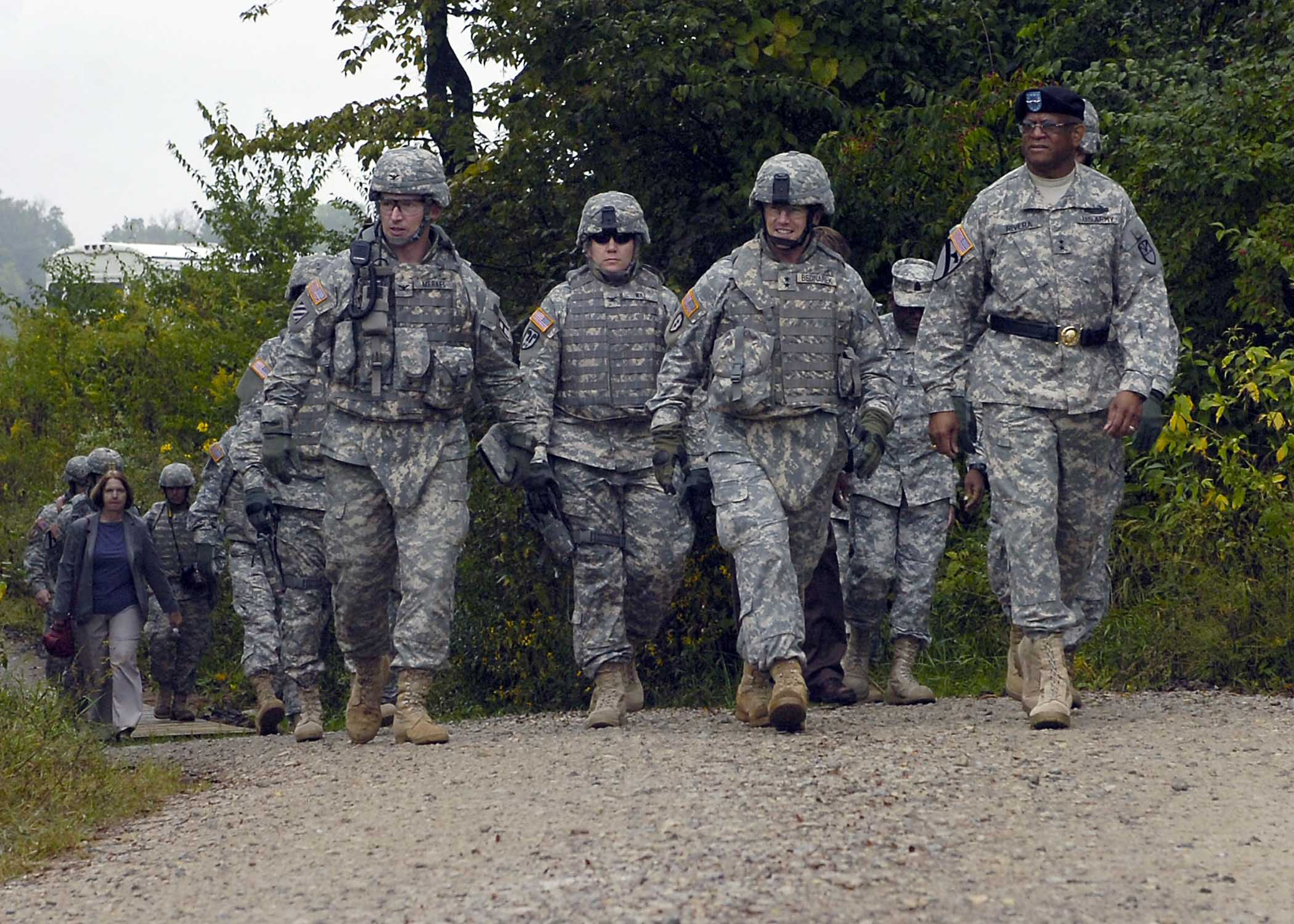
Amerikaanse KFOR-troepen aan het oefenen
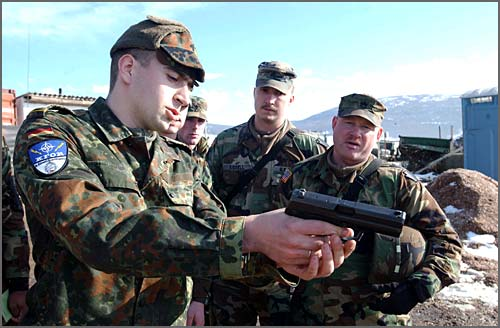
Duitse KFOR-troepen
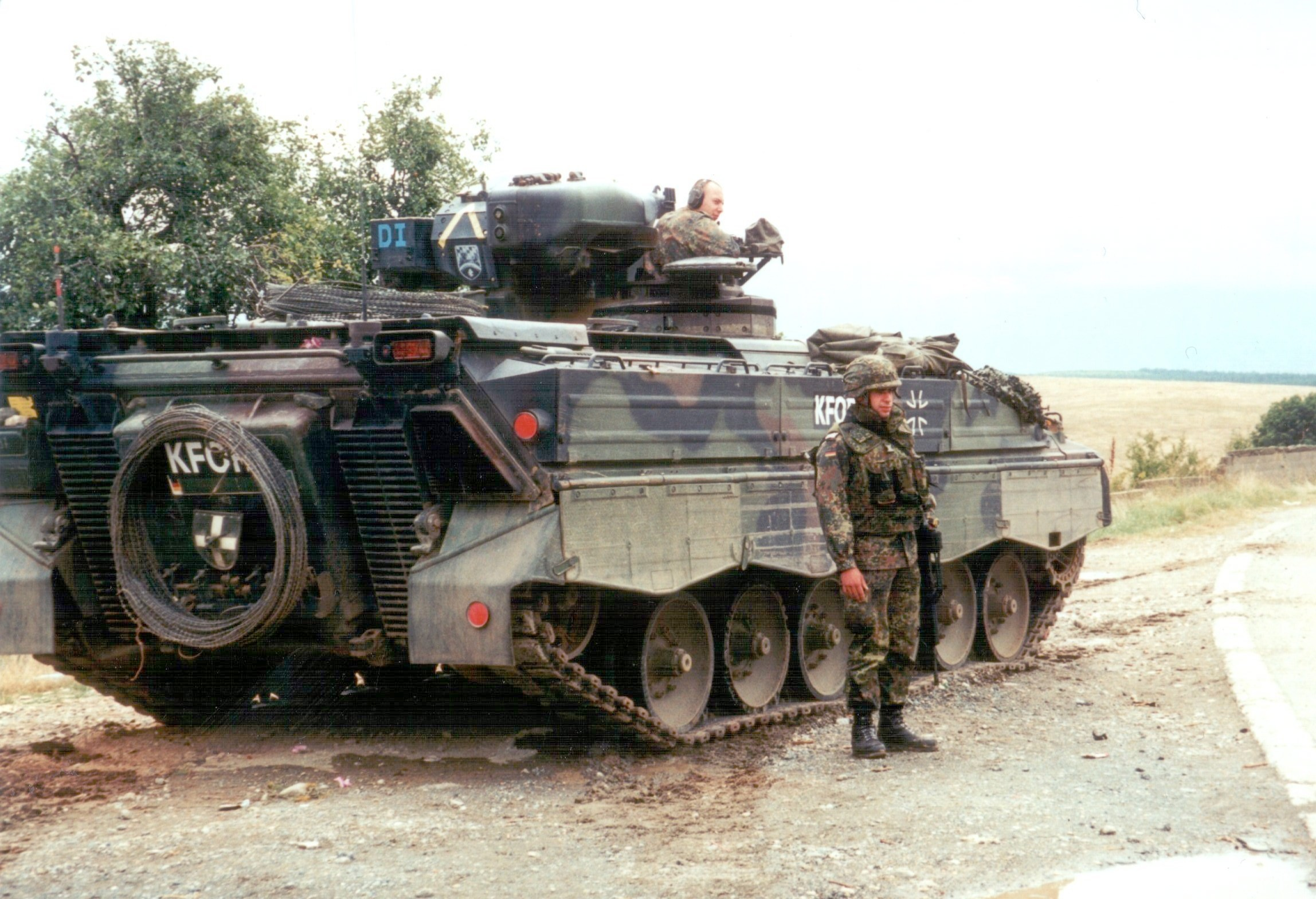
KFOR-pantservoertuig
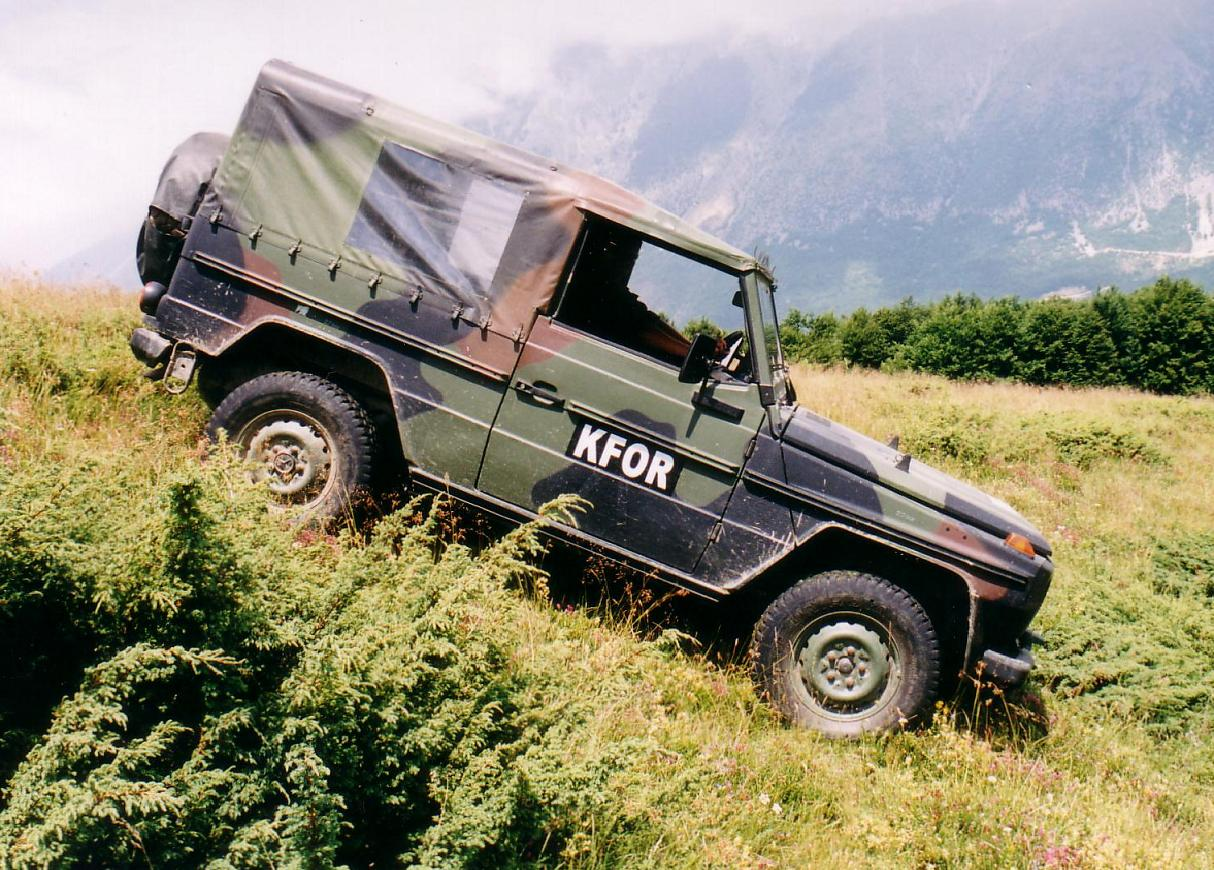
KFOR in actie
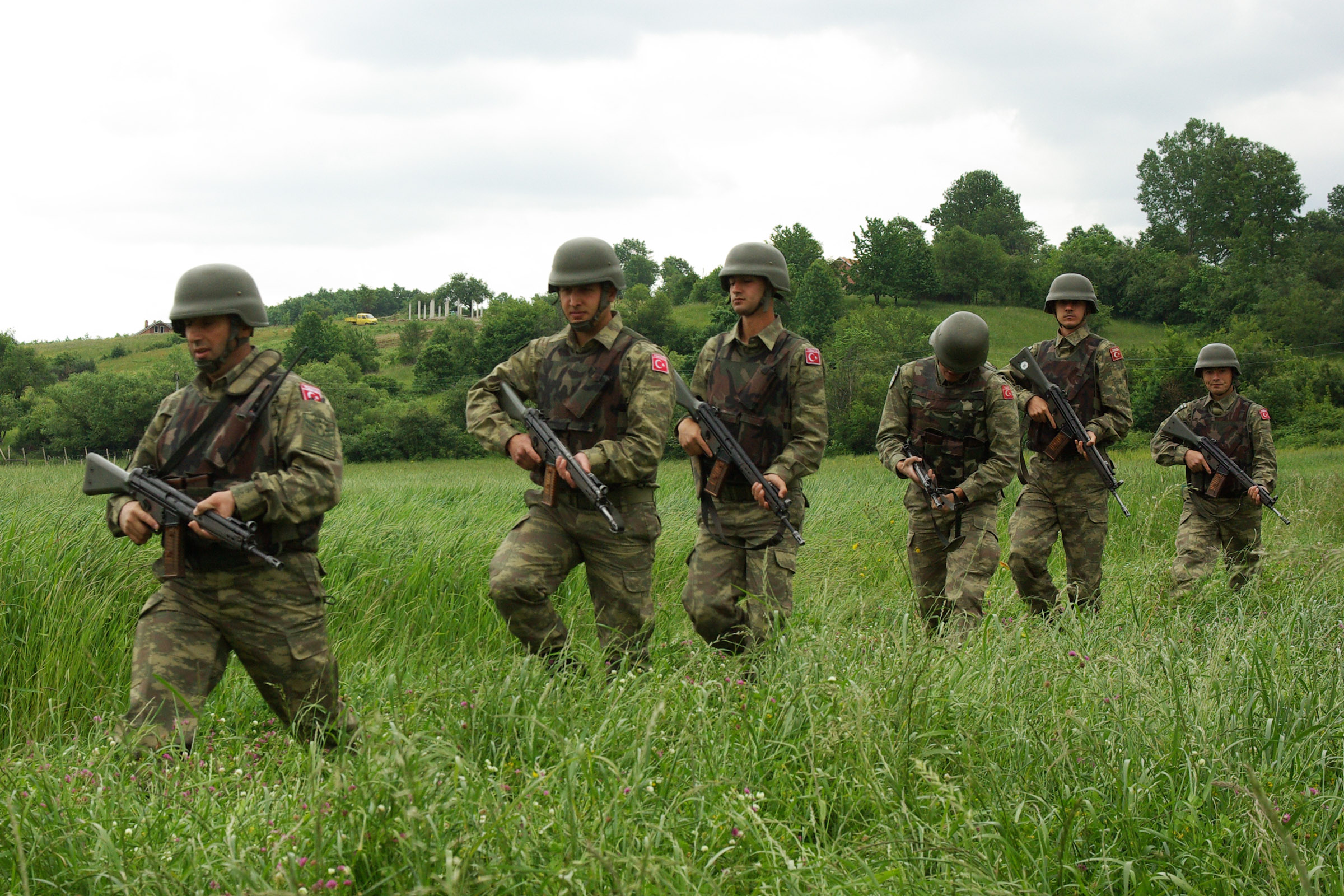
Turkse KFOR-troepen